# Turbinenrad-Durchflussmesser

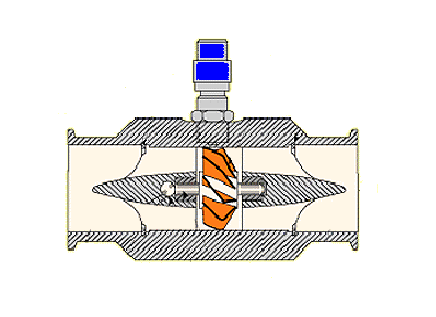
Turbinenrad-Durchflussmesser

Der Turbinenrad-Durchflussmesser ist ein Volumenzähler für Gase und niedrig viskose Flüssigkeiten, ähnlich dem Woltmannzähler. Er hat ein axial durchströmtes Turbinenrad, dessen Drehung berührungslos gemessen wird. Da er keine Messkammer besitzt, zählt er zu den mittelbaren Volumenzählern. Aufgrund kurzer Ansprechzeit und hoher Auflösung eignen sich Turbinen-Durchflussmesser für schnelle Messungen zum Beispiel bei Abfüllvorgängen.
Turbinenradzähler (bzw. Turbinenradgaszähler) sind Gaszähler, welche in eichpflichtigen Messungen eingesetzt werden.
Bei nicht eichpflichtigen Volumenmessungen werden sie (teilweise herstellerabhängig) auch als Quantometer, Volumeter oder Mengengaszähler bezeichnet.

## Funktionsweise
Der Turbinenrad-Durchflussmesser besteht aus einem Rohrstück, in das ein Turbinenrad eingebaut ist. Dieses Turbinenrad dient als Messglied. Der Strom des Mediums, wird von einem Verdrängungskörper beschleunigt und in einen ringförmigen Spalt geleitet. Durch eine besondere Gestaltung des Strömungsmesskörpers werden eventuell vorhandene Störungen im Strömungsprofil wie z. B. Drall und/oder Asymmetrie eliminiert. In diesem Ringspalt wird der Strom an den Turbinenschaufeln vorbeigeleitet und treibt das Turbinenrad an. Die Drehzahl verhält sich proportional zur mittleren Strömungsgeschwindigkeit. Die Drehzahl wird berührungslos, mit einer Magnetkupplung oder einer Induktionsspule ermittelt und außen von einem Zähler erfasst. Durch die Anzahl der Turbinenrad-Umdrehungen je Zeitspanne kann der Volumenstrom (Durchfluss) bestimmt werden.
Die Bauform erlaubt es, ihn auch in Leitungen mit hohen Drücken einzubauen, weil die Drehzahlübermittlung keine mechanische Verbindung nach außen aufweist, die abgedichtet werden müsste. Durch die getrennte Bauweise zwischen Messrad und Messeinrichtung ist er auch für das Messen von entzündlichen und aggressiven Gase verwendbar. In letzterem Fall muss das Turbinenrad dem aggressiven Medium widerstehen können.
Der Turbinenrad-Durchflussmesser benötigt eine gewisse Durchflussmenge, um genau arbeiten zu können. Die Flussrichtung kann, bei einer Impulsmessmethode der Drehzahl, nicht bestimmt werden. Zur Messung von kleinen Gasmengen und bei stoßweisem Bezug mit Gasfluss-Stillstand werden deshalb anstelle der Turbinenrad-Gaszähler „nasse Gaszähler“ wie der Trommelgaszähler bevorzugt verwendet.
Als Ausgangssignal liefern diese Sensoren Rechteckimpulse mit einer Frequenz die proportional zum momentanen Durchfluss ist. 

## Kalibrierung
Der Kalibrier-Faktor (K-Faktor) des Turbinenrad-Durchflussmessgebers drückt die exakte Pulsrate aus. Um den K-Faktor zu bestimmen, werden die Messaufnehmer kalibriert und den entsprechenden Betriebsviskositäten und Kundenspezifikationen angeglichen.

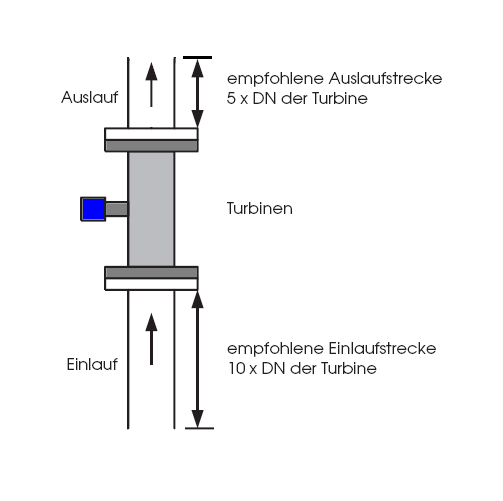
Einbau-Beispiel

In den Kalibrierprotokollen werden folgende Angaben aufgeführt:
- Max. Messfehler bezogen auf den Momentanwert
- Max./min. Frequenz mit entsprechenden Durchflusswerten
- K-Faktoren bei verschiedenen Durchflußwerten innerhalb des Messbereiches
- Mittlerer K-Faktor als Durchschnittswert für den gesamten Messbereich

Anhand dieser Angaben können die Auswertgeräte eingestellt werden.
Folgende Gleichung gilt für den Durchfluss:
{\displaystyle Q=f\cdot {\frac {60}{K}}}
mit
- {\displaystyle Q} = Durchfluss in l/min
- {\displaystyle f} = Frequenz in Hz
- {\displaystyle K} = K-Faktor in Impulsen/l

## Anwendungen
Die Turbinenrad-Durchflussmesser sind genaue, zuverlässige und robuste Geräte zur Volumenstrommessung von sauberen niederviskosen Flüssigkeiten und werden in Industriebereichen wie Chemie, Petrochemie, Pharmazie, Lebensmittel- und Getränkeherstellung eingesetzt.
Für Hydraulikanwendungen, die eine hohe Wiederholgenauigkeit, hohe Messgenauigkeit und niedrigen Druckabfall erfordern, werden Spezialturbinen angeboten, die Durchflüsse von 0,1 bis 1500 l/min und Drücke bis zu 1000 bar ermöglichen und mittels eingebauter Temperatursensoren kompensiert werden.
Die sogenannten Sanitärausführungen sind Sonderbauformen für die Lebensmittel-, Getränke- und pharmazeutische Industrie. Durch die besondere Konstruktion kann das System im eingebauten Zustand mit chemischen Reinigungsmitteln gereinigt und auch sterilisiert werden (CIP-Verfahren). Anschlüsse nach DIN 11850 (Milchrohr- und Sterilverschraubungen) oder TRI-Clamp 245 (an DIN 32676 angelehnt).
Für den eichfähigen Verrechnungsverkehr sind spezielle Modelle in den Nennweiten zwischen DN 100 und DN 500 auf dem Markt erhältlich und diese wurden speziell für den Verrechnungsverkehr konzipiert.

## Vorteile
- Hochauflösender Ausgang
- Große Messspanne
- Genauigkeit 0,5 % vom Messwert
- Niedrige Betriebskosten
- Korrosionsbeständige Materialien
- Einsetzbar für hygienische Anwendungen
- Explosionsschutz durch eigensichere Ausführung oder als druckfeste Kapselung
- Vorortanzeige